# Ivan Deliànov
Ivan Davidovitx Deliànov (en rus: Иван Давыдович Делянов), (12 de desembre de 1818, Moscou, Imperi Rus - 10 de gener de 1898, Sant Petersburg, Imperi Rus) fou un comte i polític rus, membre del Consell d'Estat (1874), ministre d'Instrucció Pública sota el tsar Alexandre III (1882-1897) i sota el tsar Nicolau II (1882-1897).
Estudià a la Universitat Imperial de Moscou on hi obtingué el doctorat en dret el 1838. Ocupà diversos càrrecs importants en diversos governs. El 1874 es convertí en membre del Consell d'Estat. De 1881 a 1882 dirigí la Biblioteca Nacional de Rússia a Sant Petersburg. En 1882, el tsar Alexandre III li oferí la cartera de ministre d'Instrucció Pública. El 1895 fou nomenat novament en aquesta posició pel tsar Nicolau II.
En 1884 presentà una nova legislació educativa que privà a les antigues universitats de la seva autonomia. També va rebutjar l'entrada de les universitats a les dones (1886). Al juny de 1887 publicà una circular que limitava l'accés dels nens a les escoles. Segons aquest document, els centres educatius de secundària havien de restringir el registre de nens de classes socials no nobles, amb l'excepció dels nens amb habilitats extraordinàries. Els revolucionaris russos aprofitaren aquest llenguatge discriminatori, i també fou l'origen de la famosa frase de Lenin: "A la Unió Soviètica, fins i tot els cuiners poden gestionar un estat". En la seva política docent introduí un percentatge d'acceptació de jueus a les escoles. Les escoles de minories nacionals foren sotmeses a una russificació obligatòria. El 1890 el químic Dmitri Mendeléiev, autor de la taula periòdica, dimití de la seva càtedra a la Universitat Imperial de Sant Petersburg com a mesura de pressió contra la política de Deliànov. El 1898 Nikolai Bogolepov el succeí.